# Крапухин, Станислав Авенирович
Станисла́в Авени́рович Крапу́хин (род. 28 марта 1998, Санкт-Петербург) — российский футболист, нападающий.

## Биография
Воспитанник ДЮСШ «Коломяги» (до 2011 года), затем перешёл в Академию ФК «Зенит».
На профессиональном уровне дебютировал в составе фарм-клуба «Зенит-2» 8 марта 2017 года в матче первенства ФНЛ против «Нефтехимика» (0:1). Позже выступал за «Томь», «Новосибирск».
Летом 2020 вернулся в Санкт-Петербург, проходил просмотр в «Ленинградце», потом в «Звезде», с которой и подписал контракт. В составе красно-чёрных провёл полтора-два месяца и сыграл за клуб 1 матч в Кубке России. После чего вернулся в «Зенит-2», где по итогам осенней части сезона стал лучшим бомбардиром группы 2 первенства ПФЛ.
8 ноября 2020 года попал в заявку основной команды на матч с «Краснодаром». В составе «Зенита» дебютировал 21 ноября 2020 года в домашнем матче 14 тура чемпионата России против «Ахмата» — вышел на замену на 87-й минуте.

## Достижения
«Зенит»
- Чемпион России: 2020/21

«Ауда»
- Обладатель Кубка Латвии: 2022

Личные
- Лучший бомбардир и лучший игрок группы 2 Первенства ПФЛ: 2020/21

## Статистика
| Выступление      | Выступление      | Выступление      | Лига | Лига | Кубок | Кубок | Еврокубки | Еврокубки | Прочее | Прочее | Итого | Итого |
| Клуб             | Лига             | Сезон            | Игры | Голы | Игры  | Голы  | Игры      | Голы      | Игры   | Голы   | Игры  | Голы  |
| ---------------- | ---------------- | ---------------- | ---- | ---- | ----- | ----- | --------- | --------- | ------ | ------ | ----- | ----- |
| Зенит-2          | ФНЛ              | 2016/17          | 7    | 1    | —     | —     | —         | —         | —      | —      | 7     | 1     |
| Зенит-2          | ФНЛ              | 2017/18          | 12   | 0    | —     | —     | —         | —         | —      | —      | 12    | 0     |
| Томь             | ФНЛ              | 2018/19          | 10   | 0    | 1     | 0     | —         | —         | 1      | 0      | 12    | 0     |
| Томь             | Итого            | Итого            | 10   | 0    | 1     | 0     | —         | —         | 1      | 0      | 12    | 0     |
| Новосибирск      | ПФЛ              | 2019/20          | 11   | 0    | 1     | 0     | —         | —         | —      | —      | 12    | 0     |
| Новосибирск      | Итого            | Итого            | 11   | 0    | 1     | 0     | —         | —         | —      | —      | 12    | 0     |
| Звезда           | ПФЛ              | 2020/21          | 0    | 0    | 1     | 0     | —         | —         | —      | —      | 1     | 0     |
| Звезда           | Итого            | Итого            | 0    | 0    | 1     | 0     | —         | —         | —      | —      | 1     | 0     |
| Зенит-2          | ПФЛ              | 2020/21          | 29   | 19   | —     | —     | —         | —         | —      | —      | 29    | 19    |
| Зенит-2          | Итого            | Итого            | 48   | 20   | —     | —     | —         | —         | —      | —      | 48    | 20    |
| Зенит            | Премьер-лига     | 2020/21          | 3    | 0    | 1     | 0     | 0         | 0         | 0      | 0      | 4     | 0     |
| Зенит            | Итого            | Итого            | 3    | 0    | 1     | 0     | 0         | 0         | 0      | 0      | 4     | 0     |
| Рига             | Высшая лига      | 2021             | 8    | 2    | 2     | 1     | 1         | 0         | —      | —      | 11    | 3     |
| Рига             | Итого            | Итого            | 8    | 2    | 2     | 1     | 1         | 0         | —      | —      | 11    | 3     |
| Ауда             | Высшая лига      | 2022             | 2    | 0    | 0     | 0     | —         | —         | —      | —      | 2     | 0     |
| Ауда             | Итого            | Итого            | 2    | 0    | 0     | 0     | —         | —         | —      | —      | 2     | 0     |
| Всего за карьеру | Всего за карьеру | Всего за карьеру | 82   | 22   | 6     | 1     | 1         | 0         | 1      | 0      | 90    | 23    |

## Личная жизнь
Закончил бакалавриат на товароведа в Санкт-Петербургском университете промышленных технологий и дизайна. Сейчас учится в магистратуре на рекламе и связях с общественностью.
Обожает играть в дартс и следит за турнирами. Также сам принимает участие в студенческих соревнованиях. Его любимые дартсмены — Джеймс Уэйд и Дмитрий Горбунов.
Также интересуется автоспортом, велоспортом и соревнованиями айронменов.